# Luttrum
Luttrum ist eine Ortschaft der Gemeinde Holle im Landkreis Hildesheim.

## Lage
Die Gemeinde Holle besteht aus den Ortschaften Derneburg, Grasdorf, Hackenstedt, Heersum, Henneckenrode, Holle, Luttrum, Sillium, Söder und Sottrum. Die größte Ortschaft ist Holle vor Sottrum, Grasdorf und Sillium.
Luttrum liegt im Harzvorland, an der Kreisstraße 213, zwischen der Hildesheimer Börde und dem Wohldenberg. Die Nähe zu den Autobahnen 7 und 39 sowie zu den Bundesstraßen 6 und 444 sorgen für eine gute Verkehrsanbindung. Als öffentliche Verkehrsmittel stehen Busverbindungen oder der fünf Kilometer entfernte Bahnhof Derneburg zur Verfügung.
Luttrum befindet sich nicht nur am östlichen Rand der Gemeinde Holle, sondern liegt auch ganz am Rand des Landkreises Hildesheim, näher an Salzgitter als an der Stadt Hildesheim. Viele Bewohner des landwirtschaftlich geprägten Dorfes gehen ihrem Erwerb hauptsächlich in nahegelegenen Industriegebiet im Raum Salzgitter nach.
Ganz in der Nähe von Luttrum liegt das bis zu drei Meter tiefe und nährstoffreiche Niederungsmoor, das in der Kreidezeit nach der Verlandung von Gletscherseen, die vom Urstromtal der Urnette gebildet wurden, entstanden ist. In den 1950er Jahren benutzte das Bad in Bad Salzdetfurth das wertvolle Moor für Kuranwendungen. Kurz über dem Moor liegt der alte Aizen, der eine Ortsansässigen Familie gehört, sie verwenden ihn als Forellenzucht und schützen ihn vor Umweltverschmutzungen. Er besteht aus zwei kleinen und einem größeren Teich.

## Geschichte
Gegen Ende des 12. Jahrhunderts kaufte das Moritzstift und das Kreuzstift in Hildesheim Güter in Luttrum von der Familie von Holle. In den Jahren danach machte die Familie von Holle immer wieder Ansprüche auf diesen Besitz geltend, den das Kreuzstift jeweils abgegolten hat. Der Zehnte des Dorfes wurde 1341 und 1345 vom Dompropst Otto für ein immer am 26. September zu feierndes Jahresgedächtnis aller im Dienste der heiligen Jungfrau gefallenen Ritter und Knappen gestiftet.
1886 erfolgte die Inbetriebnahme der Eisenbahnlinie Braunschweig/Nord nach Derneburg, und Luttrum erhielt von der Braunschweigischen Landeseisenbahn einen Anhaltebahnhof. Die Eisenbahnverbindung wurde noch bis Anfang der 1980er Jahre aufrechterhalten, danach wurde die Linie stillgelegt und abgetragen. Heute gibt es Pläne, auf dieser Strecke einen Radweg neben der Straße entlangzuführen.
Nach dem ersten Schulbau von 1670 errichtete die Gemeinde um 1850 ein neues Lehrer- und Künstlerhaus, das 1905 einen Schulanbau nach Osten erhielt. 1958/59 entstand auf dem Klevergarten am oberen Dorfrand eine moderne Volksschule mit einer Lehrerdienstwohnung. Zehn Jahre später erbaute die Gemeinde mit sehr viel Eigenleistung eine Sporthalle, die der Sportverein TTV Luttrum benutzt. Der 1958 gegründete Tischtennisverein von Luttrum hat den Ort auch über die Kreisgrenzen hinaus durch erfolgreiche Punktspiele bekannt gemacht.
In den Jahren 1948/49 wurde die erste Neubausiedlung, später der weitere Ausbau errichtet. Das Ortsbild wurde durch die Aufnahme Luttrums in das Dorferneuerungsprogramm des Landes Niedersachsens stark verbessert. Im Rahmen dieser Maßnahme flossen alleine eine Million DM öffentliche Mittel und 400.000 DM private Investitionen in die Dorferneuerung.
Am 1. März 1974 wurde Luttrum in die Gemeinde Holle eingegliedert.
2005/06 entstand ein weiteres Neubaugebiet am Westrand des Dorfes, Richtung Grasdorf.

## Politik

### Wappen
| Wappen von Lottrum | Blasonierung: „In Rot eine goldene Laterne.“ |
| Wappen von Lottrum | Wappenbegründung: Im Luttrumer Kirchenbuch findet sich die Eintragung, dass 1670 ein schweres Hagelwetter drei Tage über Luttrum gestanden habe. Nach der Überlieferung schickte man am 3. Tage, der dunkel wie die Nacht gewesen sein soll, einen Boten nach Grasdorf, um den dortigen Pastor zu holen, der auch Pfarrer von Luttrum war. Um den Weg zu finden, nahm der Bote eine Laterne mit. Als er an die Feldmarksgrenze kam, war dort das schönste Wetter mit strahlendem Sonnenschein. Die Laterne des Boten wird bis zum heutigen Tag in der Kirche aufbewahrt. Durch Beschluss des Gemeinderates wurde ein Bild der Laterne als Gemeindewappen bestimmt. Die gold-rote Tingierung spielt auf die historische Zugehörigkeit zum Bistum Hildesheim an. |

## Sehenswertes

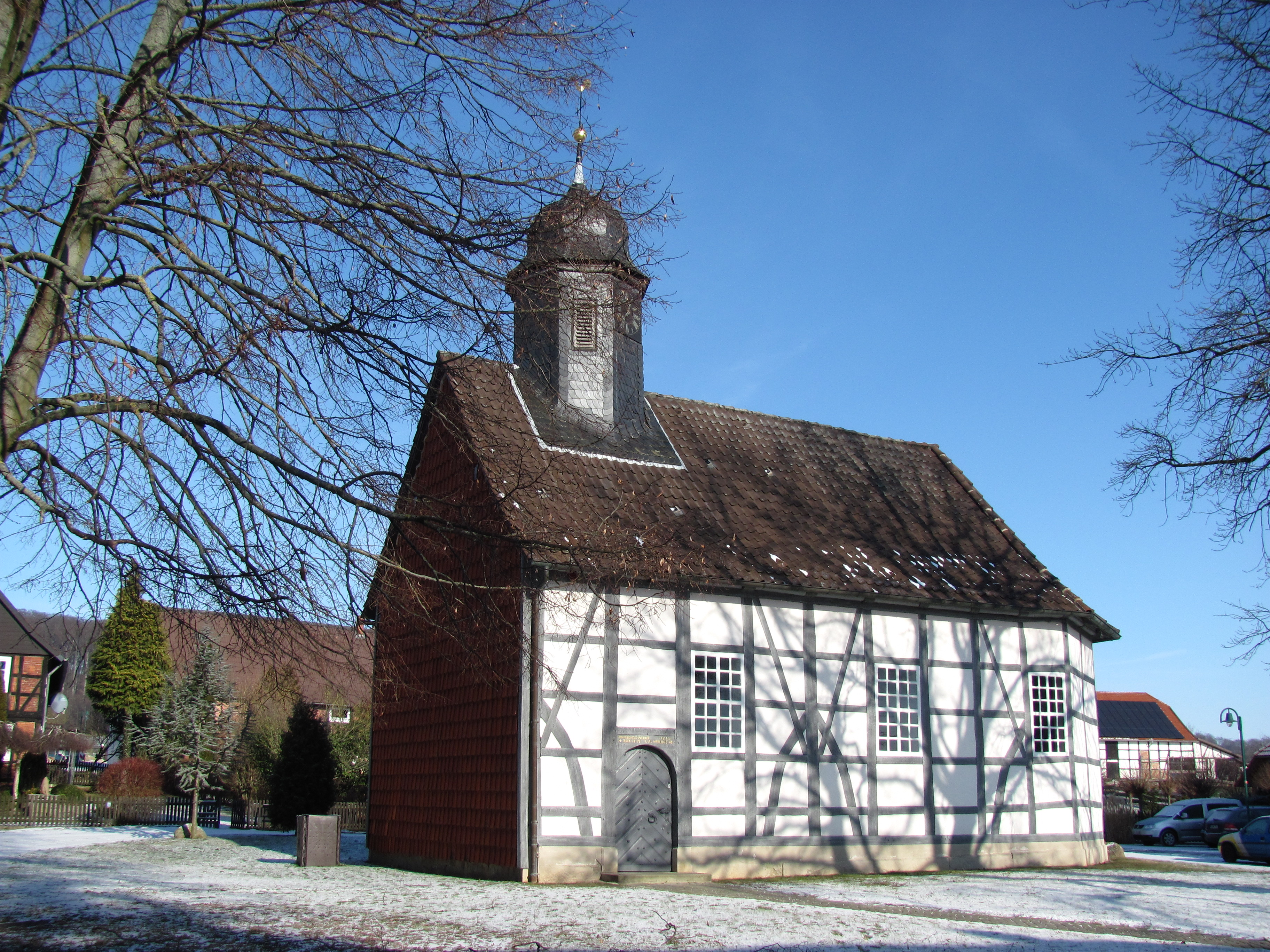
Annenkapelle in Luttrum

Die alte Kapelle in Luttrum aus dem 12. Jahrhundert wurde 1692 durch einen Neubau im Fachwerkstil ersetzt, die evangelische Annenkapelle. Sie passt sich äußerlich ganz den umliegenden Reihenhöfen an. In der Kirche steht noch heute die alte Kanzel und der Altar von 1604. 1716 wurde die Kirche renoviert und im Inneren durch den Hildesheimer Bildhauer Johannes Süßemann im Barockstil bemalt. Bei der großen Renovierung 1973 ließ der Maler Bitsch aus Bad Salzdetfurth den alten Glanz wieder neu erstehen. Auch der ehemals in Derneburg lebende Künstler Georg Baselitz, der mit seinen Werken in allen großen Museen der Welt vertreten ist, hat in der Annenkirche eine neue Synthese von Kunst und Kirche versucht. Sein modernes Werk des gekreuzigten Christus stößt jedoch in der Bevölkerung auf ein geteiltes Echo.